# قلم تلوين

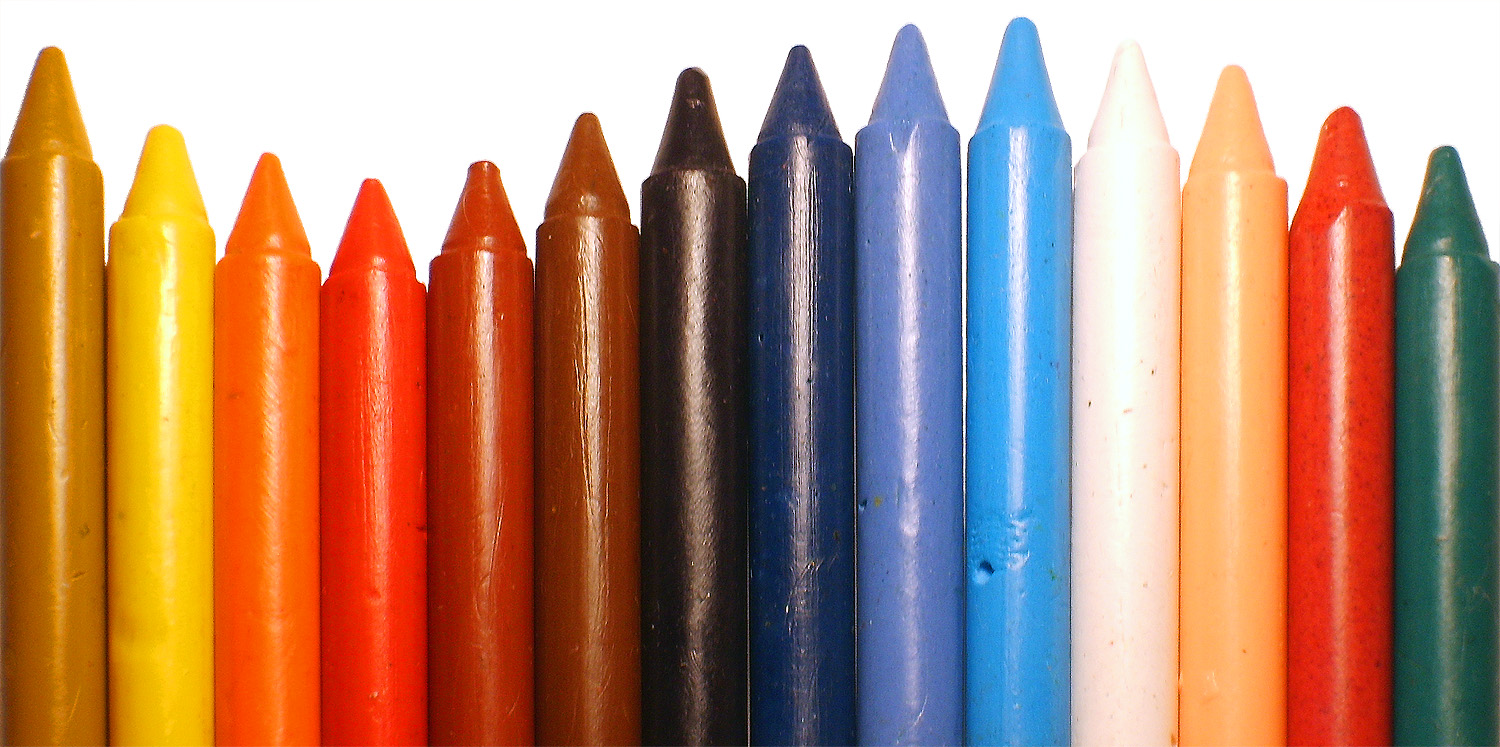
مجموعة من أقلام التلوين

قلم التلوين هو قلم من الشمع الملون أو الطباشير أو الكربون الملون يستخدم للتلوين على الورق غالباً كأحد أدوات الرسم.
في العراق ودول عربية أخرى يعرف قلم التلوين الذي يشبه قلم الرصاص باسم «اقلام خشبية».
أما قلم التلوين على هيئة أصبع فيسمى باستيل.
.اقلام الخشب الملونة هي عدة أنواع حسب المادة منها:
1- الاقلام الخشبية الزيتية: هي الأكثر انتشاراً وملمس مادتها زيتي يعطي لمعان عند الرسم به.
2- الاقلام الخشبية المائية: هي اقلام عادية نستطيع الرسم بها على الورق مباشره ويمكنك تحويل الخطوط المرسومة إلى الوان مائية وذلك بعد استعمال فرشاة مع ماء ليتحول اللون من لون قلم عادي إلى لون مائي.
3- الاقلام الخشبية الطباشيرية: تكون مادتها طباشيرية ويكون التعامل معها صعب نسبياً. ويمكنك اسخدام المدعكة أو القطن لنشر اللون في هذا النوع من الالوان.